# Meibomia humifusa
Meibomia humifusa là một loài thực vật có hoa trong họ Đậu. Loài này được (Muhl.) Kuntze mô tả khoa học đầu tiên năm 1891.